# Roland von Hößlin
Roland-Heinrich von Hößlin, o Hösslin (21 de febrero de 1915 - 13 de octubre de 1944) fue un oficial del Ejército alemán y combatiente de la resistencia en el tiempo del Tercer Reich.

## Carrera
Roland von Hößlin nació en Múnich en el seno de una antigua familia de oficiales de caballería. En 1933, a la edad de 17 años, se unió al Reichswehr y pasó a ser enseña ("Fahnenjunker") en el 17.º Regimiento Montado en Bamberg. En 1936, fue promovido a teniente. En 1939, durante la Segunda Guerra Mundial, tomó parte en la invasión de Polonia como teniente primero y adjunto del 10.º Destacamento de Reconocimiento. Después recibió formación de tanques en la Panzertruppenschule en Krampnitz, ahora parte de Potsdam, y entre marzo y julio de 1941 fue oficial de estado mayor con el Afrika Korps en Tripolitania a las órdenes del Mariscal de Campo Erwin Rommel. En agosto de 1941, Hößlin fue nombrado jefe del 3.º Destacamento de Reconocimiento 33, y en febrero de 1942 fue promovido a capitán. El 12 de julio de 1942, fue gravemente herido mientras comandaba el Destacamento de Reconocimiento 33 en combate y le fue concedida la Cruz de Caballero de la Cruz de Hierro.

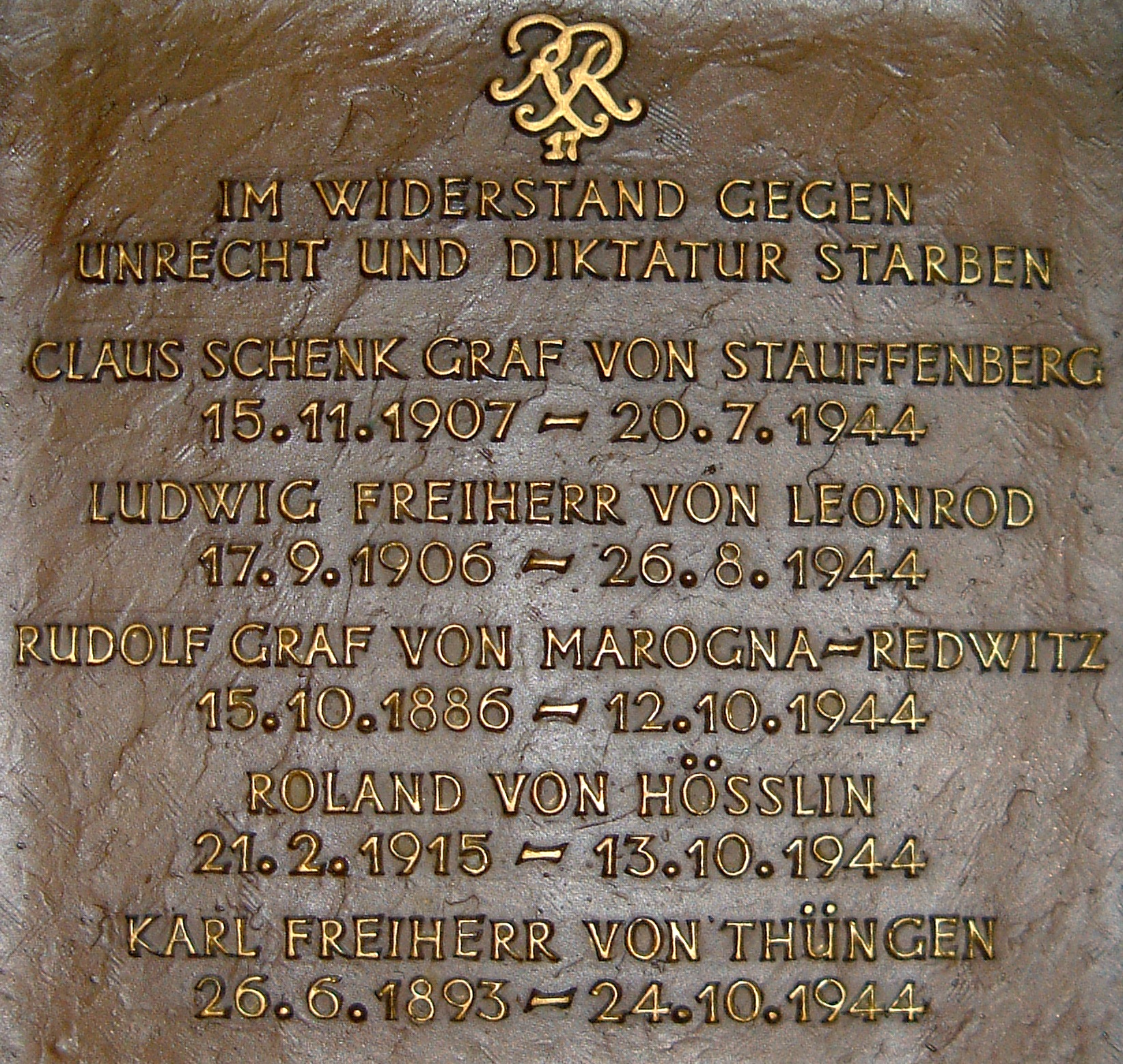
Una placa conmemora los cinco de las "tropas de Bamberg".

Para febrero de 1944, Hößlin era comandante del 24.º Destacamento de Entrenamiento para Oficiales Candidatos en Insterburg, Prusia Oriental. En abril de 1944, mediante su temprana amistad con Stauffenberg, se enteró de los planes de los conspiradores del 20 de julio de derrocar a Adolf Hitler. En caso de éxito del golpe de Estado, Hößlin debía ocupar importantes edificios con su unidad del Wehrkreis I (i.e., Prusia Oriental) y tomar otras medidas contra el régimen nazi.
Sin embargo, el 23 de agosto de 1944, Hößlin fue arrestado por la Gestapo, y poco después fue expulsado de la Wehrmacht. Hößlin, en conexión con el complot del 20 de julio, y intento fallido de asesinar a Adolf Hitler, fue desprovisto de todos los honores, rangos y órdenes y dado de baja con deshonor del ejército el 14 de septiembre de 1944. El 13 de octubre de 1944, Hößlin fue sentenciado a muerte por el Volksgerichtshof presidido por Roland Freisler y colgado esa misma tarde en la prisión de Plötzensee en Berlín. En la catedral de Bamberg, una placa conmemora los cinco de las "tropas de Bamberg" —entre ellos Roland von Hößlin— quienes dieron su vida en la lucha contra el régimen nazi.

## Condecoraciones
- Cruz de Caballero de la Cruz de Hierro el 23 de julio de 1942 como Hauptmann y líder del Panzer-Aufklärungs-Abteilung 33[3]